# Cytherura nucis
Cytherura nucis is een mosselkreeftjessoort uit de familie van de Cytheruridae. De wetenschappelijke naam van de soort is voor het eerst geldig gepubliceerd in 1979 door Garbett & Maddocks.